# Contarinia baeri
Contarinia baeri är en tvåvingeart som först beskrevs av Heinrich Bernward Prell 1931.  Contarinia baeri ingår i släktet Contarinia och familjen gallmyggor. Inga underarter finns listade i Catalogue of Life.